# Bhajan Sopori
Bhajan Sopori ou Bhajan Saupuri (en hindi : भजन सोपोरी), né à Srinagar (Cachemire) en 1948 et mort le 2 juin 2022 à Gurugram (Haryana), est un santouriste et compositeur indien, interprète de musique hindoustanie sur le santour.

## Biographie
Fils du compositeur Shamboo Nath Sopori et frère de Bhushan Lal Sopori (joueur de sitar et tablâ), Bhajan Sopori fait partie de la sufiana gharânâ (« école »). Il a commencé son apprentissage auprès de son grand-père S. C. Sopori et donné son premier concert à dix ans. Depuis lors, il n'a cessé de se produire sur les plus grandes scènes internationales. Il est aussi un sitariste accompli et a en outre étudié l'anglais et la musique occidentale à l'université de Washington, aux États-Unis. Enfin il a enseigné la musique indienne dans les universités de Washington, de St. Louis et d'Oslo. 
Il a enregistré nombre de disques et composé aussi des musiques de film ou d'opéra en développant le registre de son instrument et un jeu très rapide.

## Discographie
- Santoor recital, 1984.
- Sangeet Sartaj